# (476) Hedwig
(476) Hedwig ist ein Asteroid des mittleren Hauptgürtels, der am 17. August 1901 vom italienischen Astronomen Luigi Carnera an der Großherzoglichen Bergsternwarte in Heidelberg bei einer Helligkeit von 11,0 mag entdeckt wurde.
Der Asteroid wurde benannt zu Ehren von Hedvig Lidforss Strömgren (1877–1967), der Frau des dänischen Astronomen Svante Elis Strömgren (1870–1947), der die Umlaufbahn dieses Asteroiden berechnete.

## Wissenschaftliche Auswertung
Aus Ergebnissen der IRAS Minor Planet Survey (IMPS) wurden 1992 erstmals Angaben zu Durchmesser und Albedo für zahlreiche Asteroiden abgeleitet, darunter auch (476) Hedwig, für die damals Werte von 116,8 km bzw. 0,05 erhalten wurden. Aus Beobachtungen einer Sternbedeckung durch den Asteroiden am 7. November 2000 wurde in einer Untersuchung von 2006 eine Albedo von 0,07 abgeleitet. Eine Auswertung von Beobachtungen vom August 2010 bis Februar 2011 durch das Projekt WISE/NEOWISE im nahen Infrarot führte 2012 zu Werten für den Durchmesser und die Albedo im sichtbaren Bereich von 138,5 km bzw. 0,04. Nach der Reaktivierung von NEOWISE im Jahr 2013 und Registrierung neuer Daten wurden die Werte 2016 angegeben mit 106,2 km bzw. 0,05, diese Angaben beinhalten aber hohe Unsicherheiten.
Der Asteroid war erstmals photometrisch vom 27. März bis 1. April 1982 am La-Silla-Observatorium in Chile beobachtet worden. Aus der Lichtkurve wurde eine Rotationsperiode von 27,33 h abgeleitet. Aus erneuten photometrischen Beobachtungen vom 19. Juni bis 12. Juli 2017 mit dem TRAPPIST-South-Teleskop am La-Silla-Observatorium konnte nur eine unvollständige Lichtkurve gewonnen werden. Die Rotationsperiode wurde daraus zu 27,25 h bestimmt.
Im Rahmen des Projekts All-Sky Automated Survey for Supernovae (ASAS-SN) konnten im Zeitraum 2012 bis 2018 auch 20.000 Asteroiden photometrisch im visuellen Bereich vermessen werden. Für (476) Hedwig wurde mit der Methode der konvexen Inversion ein Gestaltmodell für zwei alternative Rotationsachsen mit prograder Rotation bestimmt, für Durchmesser und Rotationsperiode wurden Werte von 111,1 km bzw. 27,240 h ermittelt. Aus archivierten Daten des Asteroid Terrestrial-impact Last Alert System (ATLAS) aus dem Zeitraum 2015 bis 2018 konnte in einer Untersuchung von 2022 mit der Methode der konvexen Inversion eine Rotationsperiode von 27,241 h bestimmt werden.
Aus einer Auswertung von archivierten Lichtkurven aus den Jahren 1982 bis 2018 konnten in einer Untersuchung aus 2023 ebenfalls zwei alternative Rotationsachsen mit prograder Rotation bestimmt werden. In Verbindung mit den Beobachtungsdaten von sechs Sternbedeckungen konnte dabei eine der Rotationsachsen als wahrscheinlicher angesehen werden. Diese korrespondiert mit einem Durchmesser von 116 ± 6 km und einer Rotationsperiode von 27,2403 h.
Bei einer astrometrischen Auswertung einer nahen Begegnung von (476) Hedwig mit dem kleinen Asteroiden (187901) 2000 SB317 am 13. März 2008 bis auf einen geringen Abstand von 125.400 km bei einer Relativgeschwindigkeit von 1,8 km/s konnte die Masse von (476) Hedwig zu etwa 1,85∙1018 kg ± 20 % bestimmt werden.

## Raumsonden-Projekt CRAF
Als mögliche Fortsetzung der intensiven Erforschung des Halleyschen Kometen wurde im Jahr 1985 das Projekt Comet Rendezvous and Asteroid Flyby (CRAF) ausgearbeitet, bei dem eine im März 1991 gestartete Raumsonde den Kometen 81P/Wild 2 im Januar 1995 erreichen könnte und unterwegs im September 1991 einen Vorbeiflug am Asteroiden (476) Hedwig durchführen könnte. Das Projekt wurde aus Kostengründen nicht ausgeführt.